# Mercedes-Benz EQC
La Mercedes-Benz EQC (nome in codice N293) è un SUV elettrico di fascia medio-alta prodotto dalla casa automobilistica tedesca Mercedes-Benz dal maggio 2019 alla primavera 2023.

## Profilo e contesto

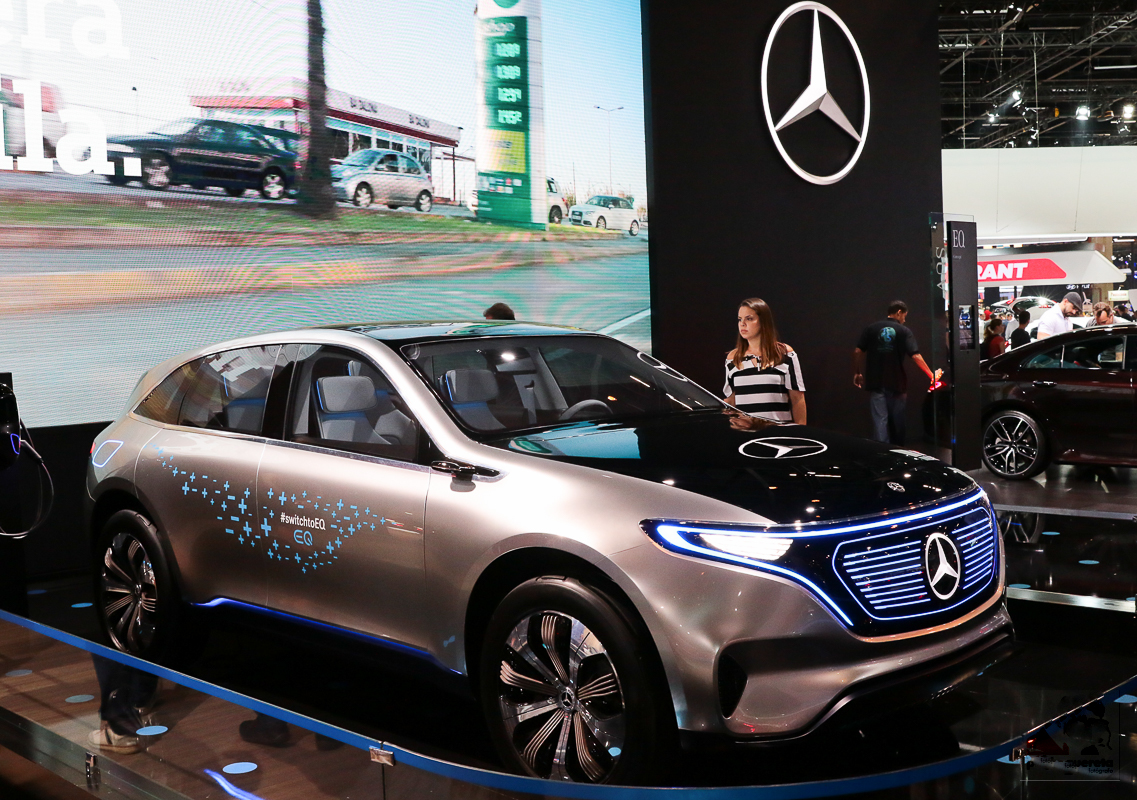
concept Generation EQ

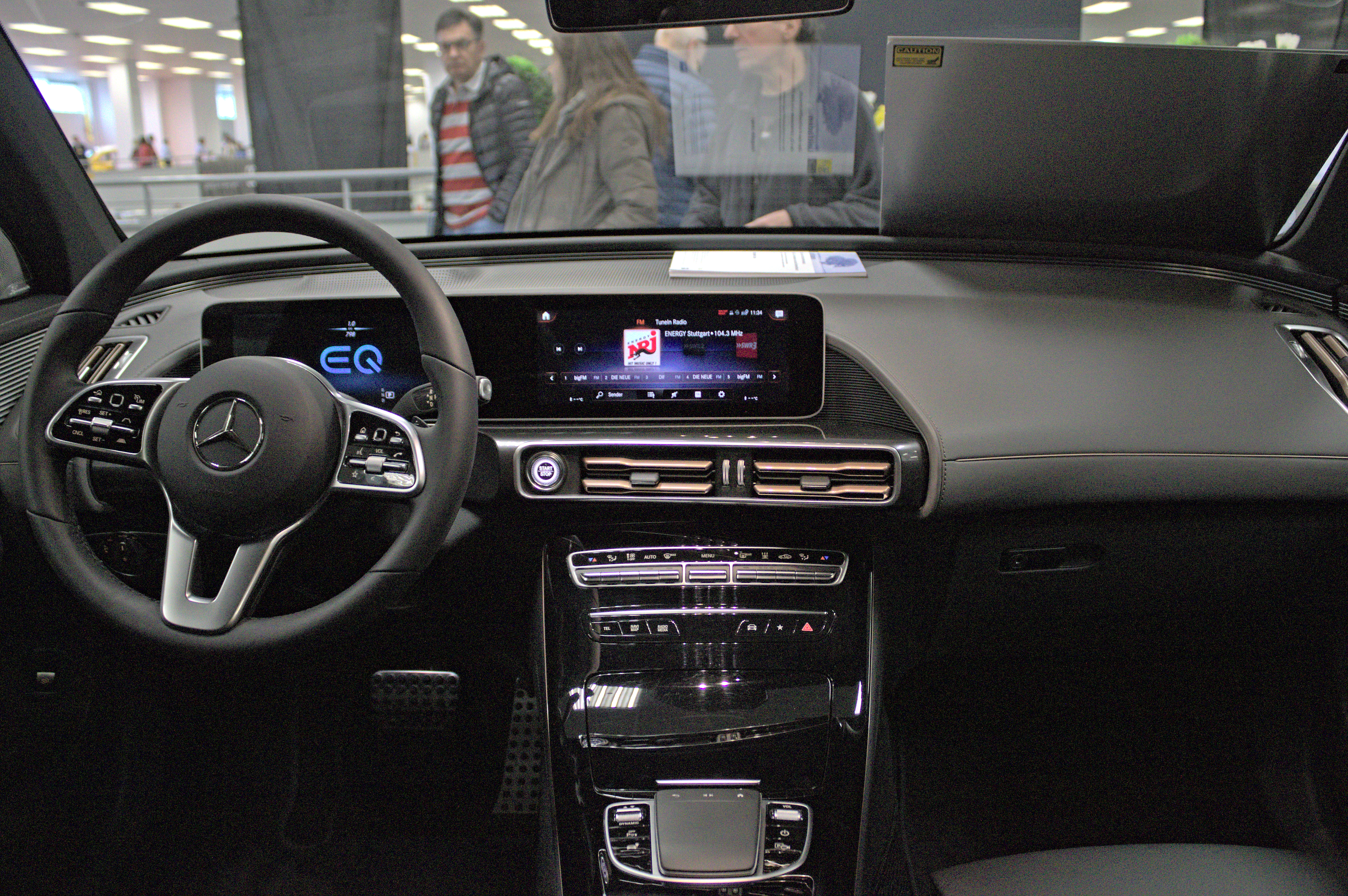
Intenti

Basata sulla concept Generation EQ presentata al salone di Parigi 2016, la versione di serie per la produzione finale è stata presentata in un evento stampa a Stoccolma on Svezia il 4 settembre 2018, per poi debuttare in pubblico al salone di Parigi 2018. La produzione in serie è iniziata il 6 maggio 2019 presso lo stabilimento di Brema e poco dopo presso la Beijing Benz Automotive (BBAC) di Pechino.
Costruita sul pianale modificato della Classe GLC, è il primo veicolo elettrico della gamma EQ del costruttore tedesco, che prevedeva l'introduzione di 10 nuovi modelli entro il 2022.
L'EQC è dotata di una batteria da 80 kWh composta da 384 celle agli ioni di litio dal peso complessivamente di circa 650 chilogrammi, che le garantisce un'autonomia dichiarata di 354 km nel ciclo EPA e 472 km nel ciclo WLTP. La batteria, che può essere raffreddata e riscaldata utilizzando un apposito circuito liquido interno composto da acqua-glicole, viene prodotto presso la filiale Daimler Deutsche Accumotive a Kamenz in Sassonia. A muovere la vettura ci sono due motori elettrici, uno al retrotreno e un altro all'avantreno, funzionando prevalentemente in modalità a trazione anteriore, con il motore elettrico posteriore che entra in funzione solo quando viene richiesta maggior potenza. La velocità massima della vettura è limitata elettronicamente a 180 km/h; l'auto accelera da 0 a 100 km/h in 5,1 secondi. Il consumo medio di energia nel NEDC è di 22,2 kWh per 100 km.